# Adolphe Desbarrolles
Adolphe Desbarrolles comte d'Hautencourt, né le 22 août 1801 à Paris et mort le 11 février 1886 est un écrivain et artiste français adepte des sciences occultes en particulier de la chiromancie. 

## Biographie
Il est un  ami proche de l'occultiste Éliphas Lévi, qui partage son atelier en 1854, martiniste. 
Il commença sa carrière par des récits de voyages en Europe. Puis il s'intéresse aux sciences occultes.  
Ses ouvrages sur la chiromancie eurent une grande notoriété comme l'attestent les rééditions de ses livres dans les années 1920-1930.
Vers 1870, il collabore avec Jean-Hippolyte Michon pour écrire les mystères de l'écriture. La rédaction sera difficile, les deux auteurs rencontrant des divergences importantes. Desbarolles postule notamment l’existence d’une force transcendantale qu’il nomme électricité s’exprimant dans l’écriture. Les deux auteurs se disputeront longtemps la paternité de leur découverte. La polémique est reprise dans le livre Histoire de la graphologie d’Émilie de Vars et son ouvrage les Révélations complètes. Desbarolles n’abandonne pas l’idée de hisser la graphologie au rang de science divinatoire au même titre que la chiromancie.

## Œuvres
- Un mois de voyage en Suisse pour 200 francs (1840)[3]
- Deux artistes en Espagne, illustré par Eugène Giraud (1862)[4]
- Chiromancie nouvelle. Les Mystères de la main révélés et expliqués (1859)[5]
- Les Mystères de la main, révélations complètes, suite et fin, Paris, chez l'auteur.
- Le caractère allemand expliqué par la physiologie (1866)[6]
- Les mystères de l'écriture, l'art de juger les hommes sur leurs autographes avec Jean Hippolyte Michon (1872)[7]
- Révélations complètes : chiromancie, phrénologie, graphologie, études physiologiques, révélation du passé, connaissance de l'avenir[8]